# L'Odissea (film 2016)
L'Odissea (L'Odyssée) è un film biografico del 2016 diretto da Jérôme Salle. Narra le tappe principali della vita del regista, esploratore e oceanografo Jacques-Yves Cousteau.

## Trama
Dopo aver lasciato la Marina francese, Jacques Cousteau vuole dedicarsi alle esplorazioni subacquee.
Nel 1950, prende in affitto un vecchio dragamine e lo trasforma in nave oceanografica: la Calypso. Il “comandante”, con la moglie Simone e una squadra di sommozzatori, parte per esplorare e filmare i mari nei quattro angoli del mondo.
Qualche tempo dopo vengono raggiunti anche dal secondogenito Philippe che al contrario del padre, dimostra di avere un forte interesse per l'ecologia e questo causa spesso delle liti.
Quando il lavoro del padre sembra avere dei problemi, sarà proprio Philippe a sensibilizzare il padre verso la protezione degli oceani e delle specie marine minacciate, dandogli così la possibilità di un nuovo inizio e di una nuova carriera.

## Distribuzione
Il film non è passato dalle sale cinematografiche italiane, ma dal 2018 è reperibile in DVD.